# Faro de Camarinal
El faro de Camarinal se encuentra en el municipio español de Tarifa (Cádiz). Está declarado Bien de Interés Cultural, bajo el nombre "Torre de Cabo de Gracia".

## Localización
El faro se sitúa sobre el cabo de Gracia, que pertenece al parque natural del Estrecho y que se encuentra entre la playa de los Alemanes y la de El Cañuelo. A pesar de coincidir en el nombre, la punta Camarinal se localiza al Este, junto a Bolonia. Se accede al faro por un camino asfaltado que parte de la urbanización Atlanterra. La población más cercana es Zahara de los Atunes. 

## Construcción
En su origen, el faro de Camarinal era una torre almenara denominada "torre Vieja" o "torre de Cabo de Gracia". Fue una de las torres de vigilancia costera construidas en el siglo XVI por orden de Felipe II para proteger la costa gaditana frente a las acciones de pillaje de los piratas berberiscos. Posteriormente, en 1990 fue restaurada y habilitada como faro.

## Galería
|                      |
| Paseo junto al faro. |

|                                              |
| La playa de El Cañuelo y la punta Camarinal. |

|       |
| Faro. |